# Tepeköy, Hamamözü
Tepeköy là một xã thuộc huyện Hamamözü, tỉnh Amasya, Thổ Nhĩ Kỳ. Dân số thời điểm năm 2010 là 63 người.